# Шишлов, Анатолий Алексеевич
Анатолий Алексеевич Шишлов — советский хозяйственный и государственный деятель, лауреат Государственной премии СССР за выдающиеся достижения в труде.

## Биография
Родился в 1937 году. Член КПСС.
Окончил Экибастузский горный техникум.
В 1955—1956 годах — помощником машиниста бурового станка на Михайловском угольном разрезе треста «Карагандауглеразрезы».
В 1956—1959 годах — военнослужащий Советской армии.
В 1959—1974 годах — помощник машиниста экскаватора, электромеханик участка на вскрышных разрезах «Северный» и «Южный» треста «Экибастузуголь».
В 1974—2000 годах — руководитель монтажных работ, бригадир комсомольско-молодежной бригады экскаваторщиков роторного экскаватора ЭРШРД-5000 разреза «Богатырь» производственного объединения «Экибастузуголь».
С 1976 по 1990 годы бригада Шишлова добыла 85 миллионов 186 тысяч тонн угля, или в среднем 5,7 миллиона тонн угля ежегодно.
За большой личный вклад в дело увеличения добычи и переработки угля был в составе коллектива удостоен Государственной премии СССР за выдающиеся достижения в труде 1982 года.
Бригада Шишлова была удостоена права добычи и отгрузки миллиардной тонны экибастузского угля.
Умер в 2002 году в Экибастузе.

## Награды
- Орден Ленина